# Otto Hahn
Otto Hahn (n. 8 martie 1879, Frankfurt am Main, Imperiul German – d. 28 iulie 1968, Göttingen, RFG) a fost un chimist german, lider al cercetărilor în domeniul radiochimiei. Este considerat părintele chimiei nucleare. A obținut Premiul Nobel pentru Chimie (1944) pentru descoperirea fisiunii nucleare, proces care a fost exploatat ulterior în construcția reactorilor energetici nucleari și a armelor nucleare.
A fost ultimul președinte al Societății Kaiser Wilhelm în 1946 și președinte fondator al Societății Max Planck (1948-1960). Fiind un model de integritate și excelență academică, a devenit unul dintre cei mai influenți și respectați cetățeni ai Germaniei Federale de după cel de-al Doilea Război Mondial.
A fost un oponent al național-socialismului și a persecuției evreilor de către Partidul Nazist. Albert Einstein a scris că Otto Hahn a fost „unul dintre puținii care a stat în picioare și a făcut tot ce a putut în acești ani întunecați”. După cel de-al Doilea Război Mondial, Otto Hahn a devenit un militant împotriva utilizării energiei nucleare drept armă.

## Viața timpurie
Otto a fost cel mai mic dintre copii lui Heinrich Hahn (1845–1922) – prosper antreprenor (proprietar al „Glasbau Hahn”) – și al lui Charlotte Hahn, născută Giese (1845–1905). Alături de frații săi Karl, Heiner și Julius, Otto a avut parte de toată atenția părinților, dezvoltându-se într-un mediu propice. Interesul său față de chimie s-a manifestat încă de la vârsta de 15 ani, când a început să facă experimente în spălătoria casei părintești. Tatăl său și-ar fi dorit ca Otto să studieze arhitectura, el însuși construind sau achiziționând diverse proprietăți rezidențiale sau industriale, dar a fost convins de ambiția fiului de a deveni inginer chimist. În 1897 – după ce a absolvit examenul de bacalaureat (Arbitur) la Klinger Oberrealschule din Frankfurt – Hahn și-a început studiile de chimie și mineralogie la Universitatea din Marburg. Disciplinele secundare studiate au fost fizica și filozofia. În timpul semestrelor al treilea și al patrulea a studiat la Universitatea din München sub supravegherea lui Adolf von Baeyer. În 1901 a obținut titlul de Doctor al Universității din Marburg cu o teză intitulată Asupra derivaților bromurați ai izoeugenolului, o temă clasică de chimie organică. După satisfacerea serviciului militar (un an), tânărul chimist s-a reîntors la Universitatea din Marburg, unde a lucrat pentru următorii doi ani ca asistent al coordonatorului doctoratului său, Profesor Geheimrat Theodor Zincke.
Colaboratorul său științific Nikolaus Riehl a susținut că familia Hahn ar avea un „antecedent evreiesc”, dar acest fapt nu a afectat cariera academică a lui Otto Hahn în timpul perioadei naziste.

## Cercetările efectuate la Londra și Montreal (1904–1906)

### Descoperirea radiothoriului și a „altor elemente noi”
Intenția lui Otto Hahn a fost aceea de a lucra în industrie. Acest deziderat – alături de intenția de a-și dezvolta cunoștințele de limbă engleză – l-a făcut să preia în 1904 un post la University College London, lucrând alături de Sir William Ramsay (descoperitorul gazelor nobile). În cadrul acestui grup, Hahn a lucrat în radiochimie, un domeniu foarte nou în acele vremuri. La începutul lui 1905, în cursul unor experimente asupra unor săruri ale radiului, Hahn a descoperit „o nouă substanță” pe care a numit-o radiothoriu (228Th), care a fost considerată – la acea vreme – a fi un nou element radioactiv; în fapt, acesta era un izotop încă necunoscut al thoriului (termenul izotop a fost introdus ulterior, în 1913, de către chimistul britanic Frederick Soddy).
Ramsey s-a arătat a fi foarte entuziast când un alt nou element a fost descoperit în institutul pe care îl conducea, intenționând să anunțe descoperirea într-un mod corespunzător. În baza tradiției, acesta trebuia făcută întâi în fața comitetului venerabilei Royal Society. În cadrul sesiunii din 1 martie 1905, Ramsey a comunicat descoperirea radiothoriului de către Hahn, eveniment care a suscitat inclusiv interesul presei.
A fost pentru prima dată când numele lui Hahn a fost menționat în relație cu cercetările asupra radiului, lucrarea sa intitulată „Un nou element radioactiv care dezvoltă emanația thoriului” fiind publicată în Proceedings of the Royal Society, numărul din 24 martie 1905 (76 A, pp. 115-117). Aceasta a fost prima din cele peste 250 de lucrări ale lui Otto Hahn în domeniul radiochimiei. În mai 1905, Ramsay îi scria lui Ernest Rutherford: „Hahn este esențial și și-a făcut munca într-un mod admirabil. Sunt sigur că te vei bucura să îl ai în grupul tău de cercetare”.
Rutherford a fost de acord, motiv pentru care Hahn a lucrat din septembrie 1905 până la mijlocul lui 1906 în cadrul grupului său la Universitatea McGill din Montreal, Canada. Aici a descoperit thoriul C (mai târziu identificat ca fiind 210Po) și radioactiniul (mai târziu identificat ca fiind 227Th) și a investigat dezintegrarea alfa a radiothoriului, ceea ce l-a făcut pe Rutherford să declare că „Hahn are un simț special pentru descoperirea de noi elemente”.
În biografia lui Rutherford, David Wilson – corespondent științific al BBC – scria:
„Cel mai important dintre colaboratorii lui Rutherford la McGill a fost Otto Hahn, cel care a devenit cel mai mare radiochimist al lumii, câștigător al premiului Nobel, un om al căror experimente au demonstrat fisiunea nucleară a uraniului, fapt crucial ce a deschis ușa epocii atomice în 1939.”

## Cercetările efectuate la Berlin (1906–1944)

### Descoperirea mezothoriului I (228Ra)
Hahn s-a reîntors în Germania în 1906, unde a colaborat cu Emil Fischer la Universitatea din Berlin. Fischer i-a pus la dispoziție un fost atelier de prelucrare a lemnului din Institutul de Chimie, care a fost transformat în laboratorul de cercetare propriu a lui Otto Hahn. În acest spațiu, utilizând o aparatură extrem de primitivă, Hahn a descoperit în decurs de câteva luni mezothoriul I și II și – independent de Bertram Boltwood – părintele radiului, ioniul. (ulterior identificat ca fiind 230Th). O importanță deosebită i s-a acordat mezotoriului I (228Ra)  care – la fel ca 226Ra (descoperit anterior de către Pierre și Marie Curie) – era ideal pentru tratamentul medical, având însă un cost redus la jumătate comparativ cu 226Ra. Wilson menționa în biografia lui Rutherford:
„Hahn și-a câștigat rapid locul de lider al radiochimiei mondiale, cu o serie de noi descoperiri a unor izotopi fiică din seriile naturale de dezintegrare. De asemenea, el a arătat o înțelepciune și un umor care l-au impresionat pe Rutherford atunci când Noua Zeelandă a sugerat numele paradium (paralel radiului) pentru unul dintre elementele descoperite de către Hahn. Hahn a refuzat sugestia pe motiv că numele amintește de activitatea militară, respectiv de pasul de front.”
În 1914, Otto Hahn a fost nominalizat pentru prima oară pentru acordarea Premiului Nobel în Chimie de către Adolf von Baeyer, iar în iunie 1907, în urma susținerii tezei de abilitare, Hahn s-a calificat pentru a preda la Universitatea din Berlin. Pe 28 septembrie 1907 a făcut cunoștință cu fiziciana austriacă Lise Meitner, care s-a transferat de la Viena la Berlin. Acesta a fost începutul unei perioade de 30 de ani de colaborare și prietenie între cei doi oameni de știință.

### Descoperirea reculului radioactiv
În 1904, Harriet Brooks a descoperit fenomenul de recul radioactiv, pe care însă l-a interpretat eronat. Către sfârșitul anului 1908 și începutul anului 1909, Otto Hahn a reușit să demonstreze că nucleele atomice suferă un recul la emisia de particule alfa, totodată interpretând corect fenomenul. Fizicianul Walther Gerlach l-a descris ca fiind „o descoperire profund semnificativă pentru fizică, cu consecințe pe termen lung”. Aflat la Manchester, Rutherford îi scria mamei sale: „el face o treabă excelentă în Germania la acest moment”.
În 1910, Hahn a fost numit Profesor de către August von Trott zu Solz, Ministrul Prusac al Culturii și Educației, iar în 1912 a devenit șeful Departamentului de Radiochimie, proaspăt creat la Institutul de Chimie Kaiser Wilhelm din Berlin-Dahlem (în prezent „clădirea Hahn-Meitner” a Universității Libere din Berlin, Thielallee 63). Hahn a fost directorul institutului între 1928 și 1946, succedându-i lui Alfred Stock. În 1924, Hahn a fost ales membru cu drepturi depline al Academiei Regale Prusace de Științe (fiind propus de către Albert Einstein, Max Planck, Fritz Haber, Wilhelm Schlenk și Max von Laue).

### Căsătoria cu Edith Junghans

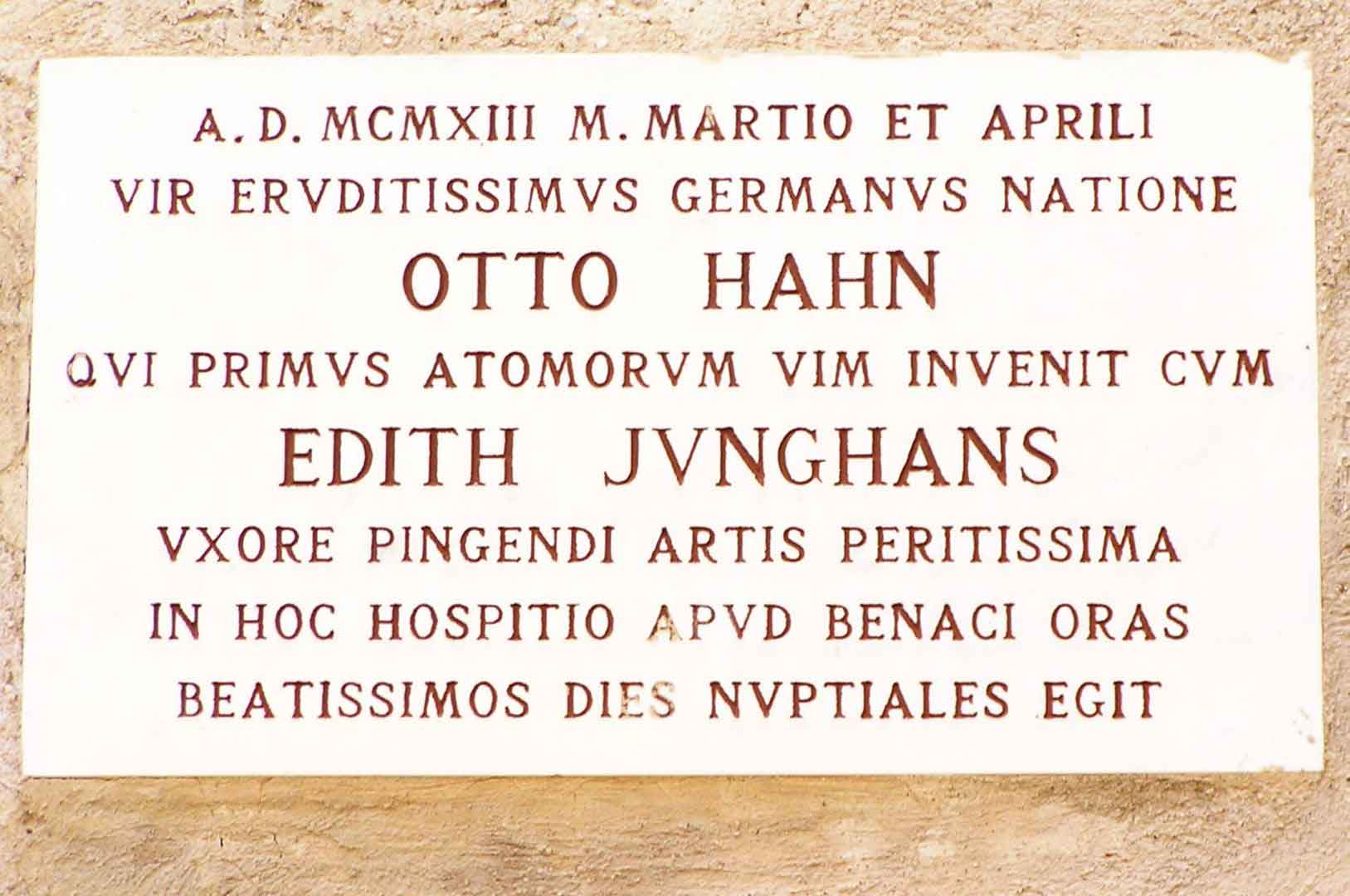
Placă de marmură în limba latină ce comemorează luna de miere a cuplului Otto și Edith Hahn la Punta San Vigilio, Lacul Garda, Italia, martie-aprilie 1913.

În 1911,  în timpul unei conferințe la Stettin (în prezent Szczecin, Polonia), Otto Hahn a întâlnit-o Edith Junghans (1887–1968), o tânără studentă în arte a Școlii regale de Arte din Berlin. Cei doi s-au căsătorit la Stettin (orașul natal a lui Edith) în data de 22 martie 1913, unde tatăl acesteia, Paul Ferdinand Junghans, a fost ofițer juridic de grad înalt și președinte al Parlamentului Orășenesc până la moartea sa în 1915. Singurul lor copil, Hanno, născut în 1922, a devenit un renumit cercetător de istoria artelor și arhitectură (la Herțiana din Roma), fiind cunoscut în special pentru descoperirile sale în arhitectura cisterciană timpurie (secolul al 12lea). În august 1960 – în timpul unei călătorii de studii în Franța – Hanno Hahn a murit într-un accident de mașină, alături de soția și (în același timp) asistenta sa Ilse Hahn, născută Pletz. Acestora le-a supraviețuit fiul lor Dietrich, în vârstă de 14 ani la momentul accidentului. În 1990 a fost instituit Premiul Hanno și Ilse Hahn pentru contribuții remarcabile la istoria artei italiene, ca suport pentru tineri istorici talentați. Premiul este oferit la fiecare doi ani de către Bibliotheca Hertziana – Institutul de Arte Max Planck din Roma.

### Descoperirea protactiniului

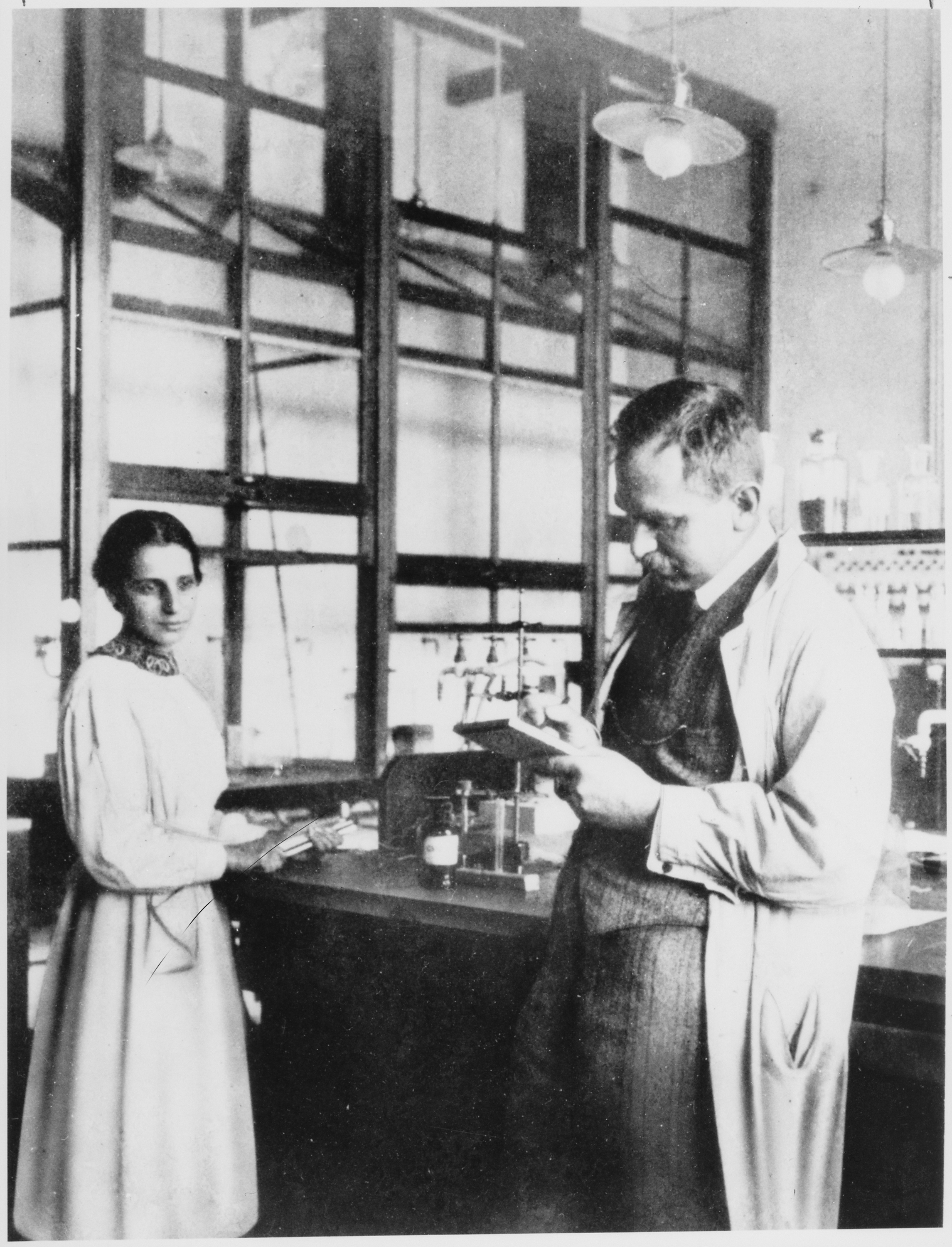
Hahn și Meitner în laboratorul Institulului de Chimie Kaiser Wilhelm (1913).

În decembrie 1916, reîntors la Berlin, Hahn și-a reînceput cercetările radiochimice în cadrul institutului. În 1917-1918, Hahn și Meitner au izolat un produs de dezintegrare radioactivă cu viață lungă, pe care l-au numit „proto-actiniu”. Încă din 1913, Kazimierz Fajans și Oswald Helmuth Göhring izolaseră produsul de dezintegrare cu viață scurtă al uraniului X2 (mai târziu cunoscut drept 234mPa), pe care îl numiseră brevium. Cele două produse radioactive s-au dovedit a fi izotopi ai elementului 91, necunoscut la acea dată.
Pentru acestă descoperire, Hahn și Meitner au fost nominalizați în 1920 pentru Premiului Nobel pentru Chimie de către mai mulți oameni de știință, printre care Max Bergmann, Victor Moritz Goldschmidt, precum și de către Fajans însuși. În 1949, Uniunea Internațională de Chimie Pură și Aplicată (IUPAC) a decis ca numele final al elementului să fie protactiniu, atribuind paternitatea descoperirii lui Hahn și Meitner.

### Descoperirea izomerismului nuclear
În februarie 1921, Otto Hahn a publicat primul studiu asupra descoperirii uraniului Z (ulterior denumit 234Pa), primul exemplu de izomerism nuclear. Walther Gerlach remarca faptul că acesta a fost „o descoperire neînțeleasă la timpul său, dar care a devenit ulterior semnificativă pentru fizica nucleară”. Abia în 1936, Carl Friedrich von Weizsäcker a furnizat o explicație teoretică a fenomenului de izomerie nucleară. Pentru acestă descoperire – a cărei semnificație deplină a fost înțeleasă de prea puțini – Hahn a fost din nou propus (din 1923 până în 1929) la Premiul Nobel pentru Chimie de către Naunyn, Goldschmidt și Max Planck.

## Radiochimia aplicată

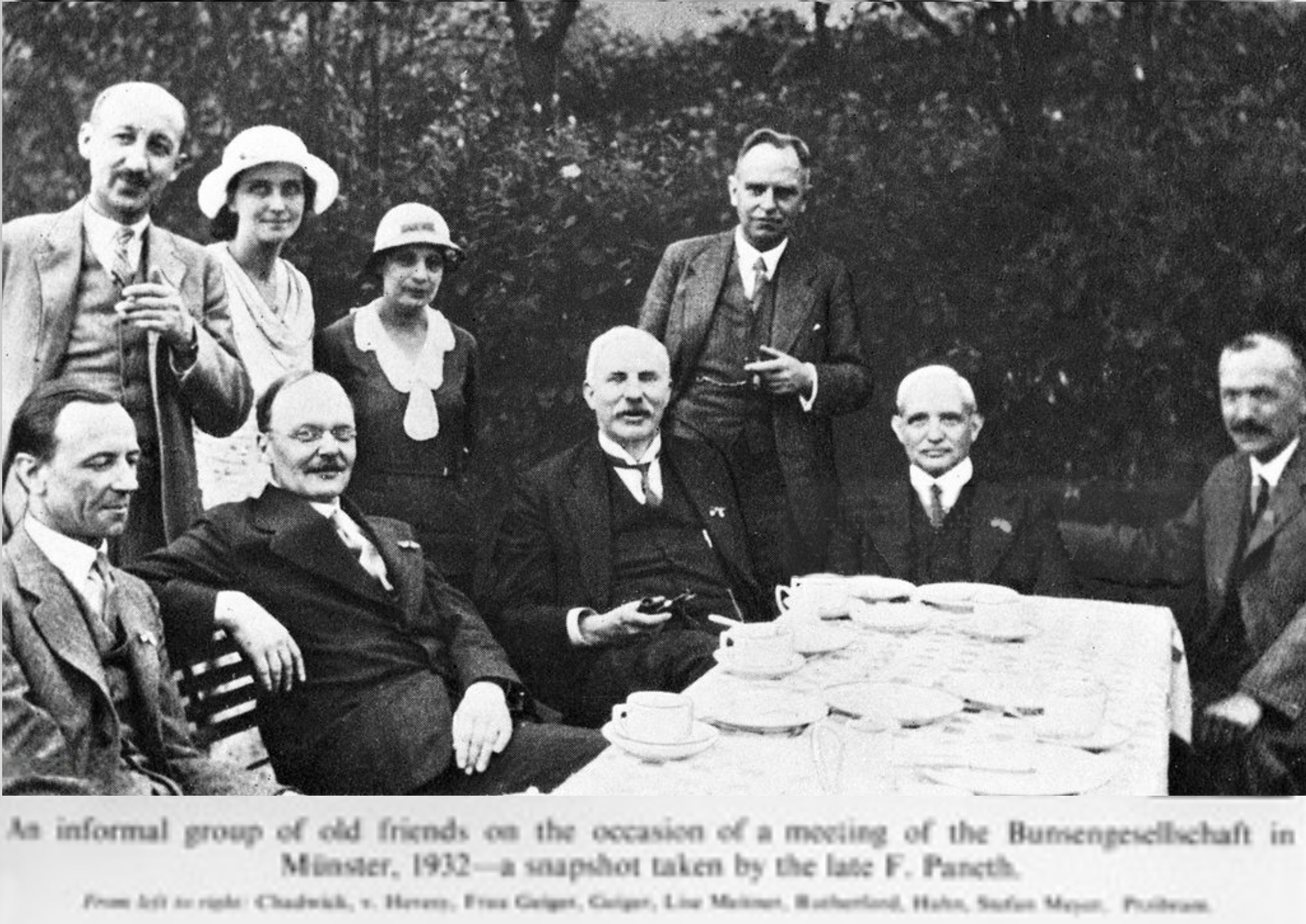
Lideri mondiali ai cercetărilor radiochimice la Münster, 1932. De la stânga spre dreapta: James Chadwick, György Hevesy, Lili Geiger, Hans Geiger, Lise Meitner, Ernest Rutherford, Otto Hahn, Stefan Meyer, Karl Przibram.

La începutul anilor 1920, Otto Hahn a deschis un nou domeniu de cercetare. Utilizând „metoda emanației” pe care o elaborase recent și „capacitatea de emanație”, el a pus bazele a ceea ce a devenit radiochimia aplicată în studiul problemelor de chimie generală sau de chimie fizică. În 1936, Cornell University Press a publicat întâi în engleză, apoi în rusă, cartea Applied Radiochemistry, conținând prelegerile lui Hahn ca visiting professor la Universitatea Cornell, Ithaca, New York din 1933. Acestă publicație extrem de importantă a avut o influență majoră asupra chimiștilor și fizicienilor nucleariști din SUA, Marea Britanie, Franța și Uniunea Sovietică din anii 1930 și 1940.
În 1966, Glenn T. Seaborg, co-descoperitor al multor elemente transuraniene și președinte al United States Atomic Energy Commission, scria despre acestă carte:
„Ca tânăr doctorand al Universității din California din Berkeley la mijlocul anilor 1930, ca și în cadrul cercetărilor noastre asupra plutoniului cu câțiva ani mai târziu, am folosit cartea sa Applied Radiochemistry drept Biblie. Acestă carte se baza pe o serie de prelegeri pe care profesorul Hahn le ținuse la Cornell în 1933; ea formula „legile” coprecipitării unor cantități infime de material radioactiv atunci când substanțe insolubile sunt precipitate din soluții apoase. Îmi amintesc cum citeam și reciteam de mai multe ori fiecare cuvânt din aceste legi ale coprecipitării, căutând să obțin orice minimă orientare pentru cercetarea noastră, și probabil în zelul meu citind în ele mai mult decât intenționase să spună maestrul însuși. Mă îndoiesc să fi citit pasaje din vreo altă carte cu mai multă atenție sau mai des decât pe cele din Radiochimia aplicată a lui Hahn. De fapt, am citit întreg volumul în mod repetat și îmi amintesc că principala mea dezamăgire a fost întinderea sa. Era prea scurt.”
Seaborg adăuga:
„Le-a fost dat prea puținor oameni să aducă științei și omenirii contribuții de importanța celor ale lui Otto Hahn. El a adus aceste contribuții de-a lungul unui interval de aproape două generații, începând cu rolul său cheie, în primele zile ale radiochimiei, în investigarea și elucidarea complexității radioactivității naturale, și culminând cu imensa descoperire a fisiunii nucleare a uraniului. Cred că este corect să se facă referire la Otto Hahn ca părinte al radiochimiei și al urmașei sale mai recente, chimia nucleară. Pentru geniul său special, lumea științei îi va fi veșnic recunoscătoare.”

## Descoperirea fisiunii nucleare (1938)

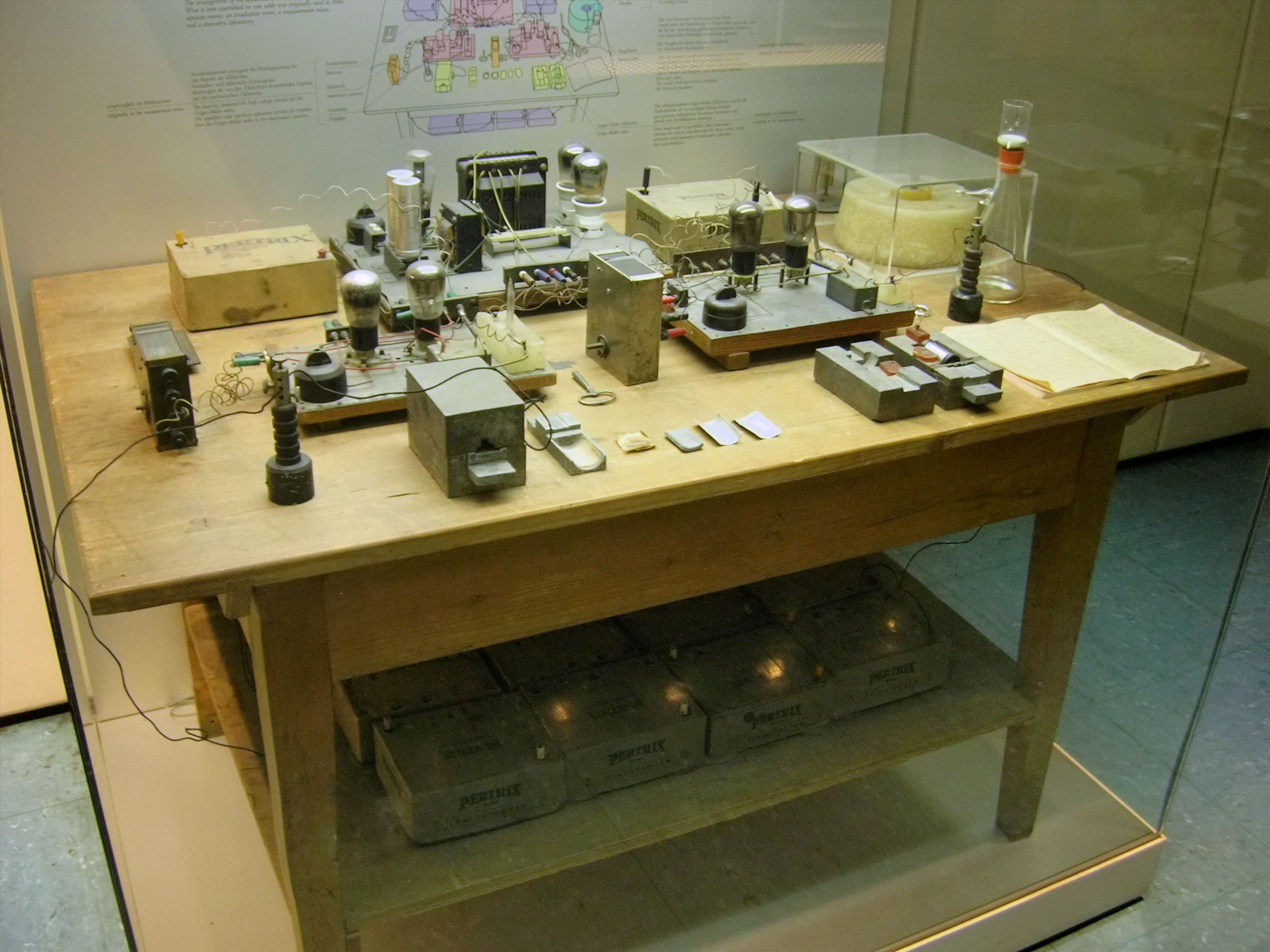
Complexul experimental care a fost utilizat la descoperirea fisiunii nucleare, reconstruit la Muzeul German din Munchen.

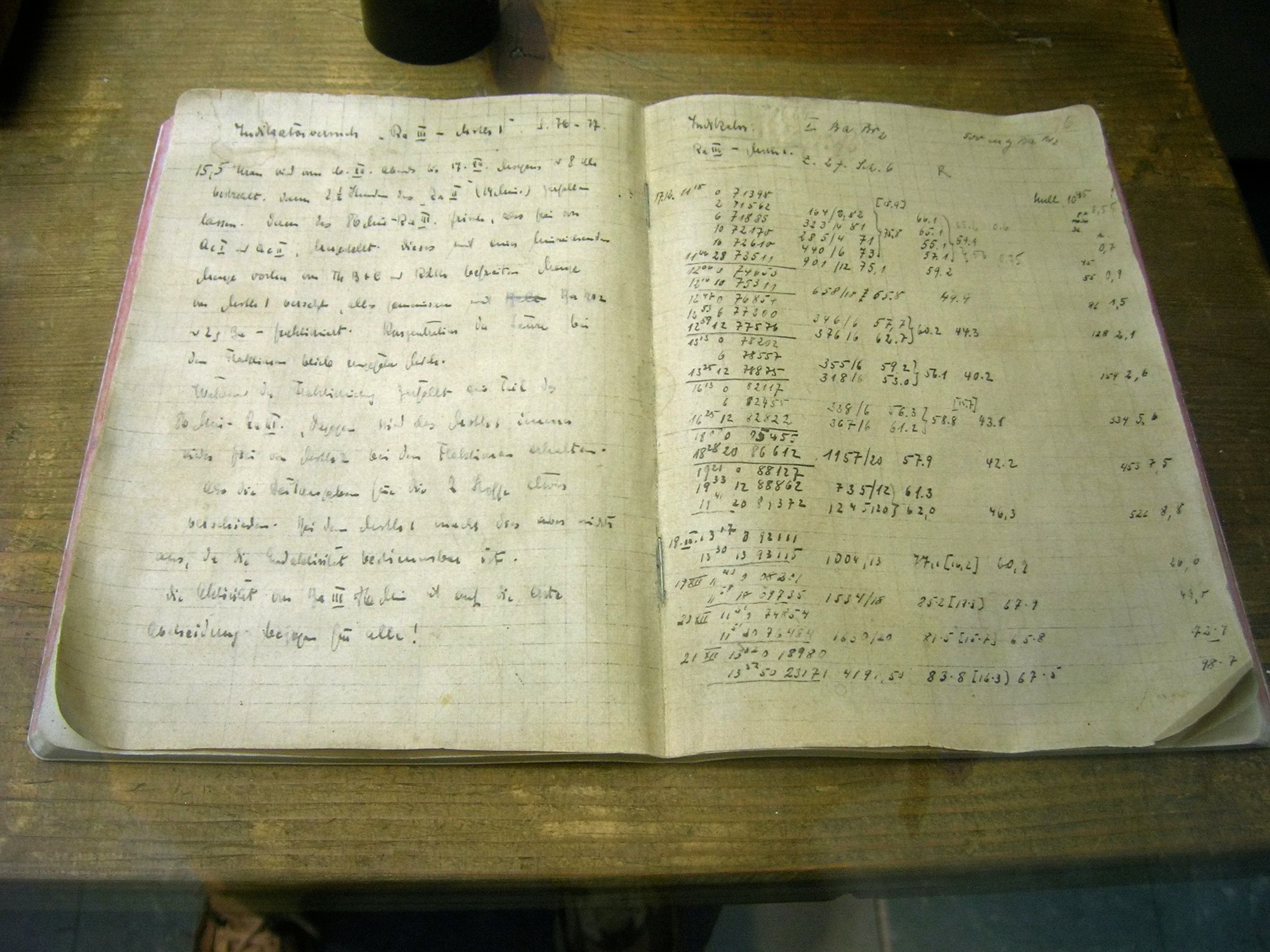
Caietul de laborator a lui Otto Hahn în care sunt notate observațiile care au condus la descoperirea fisiunii nucleare.

Alături de Lise Meitner și tânărul asistent Fritz Strassmann (1902–1980), Otto Hahn a continuat cercetarea începută de către Enrico Fermi și grupul său în 1934, care au bombardat uraniu cu neutroni. Până în 1938 s-a crezut că la bombardarea nucleelor de uraniu cu neutroni se formează elemente cu număr atomic mai mare de 92 (cunoscute drept elemente transuraniene). Chimistul german Ida Noddack a propus însă o excepție, anticipând o modificare de paradigmă în articolul său publicat în Angewandte Chemie, nr. 47, 1934, în care specula:
„Este posibil ca atunci când nuclee grele sunt bombardate cu neutroni acestea să se rupă în câteva fragmente relativ mari, izotopi ai elementelor deja cunoscute, neaflate în vecinătatea elementelor iradiate în sistemul periodic.”
Niciun chimist sau fizician nu a luat în serios speculațiile lui Noddack, nici măcar ea însăși. Ideea că nuclee atomice grele pot să se rupă în nuclee ale elementelor mai ușoare a fost considerată total inadmisibilă.
Între 1934 și 1938, Hahn, Meitner și Strassmann au găsit un număr important de produse de transmutație, toate considerate ca fiind transuraniene. La acel moment, existența seriei actinidelor nu fusese încă stabilită, uraniul fiind plasat în mod greșit în grupa a 6-a, sub elementul wolfram. Se presupunea deci că primele elemente transuraniene ar fi similare elementelor grupelor 7-10, adică reniului și metalelor platinice. Grupul lui Hahn a stabilit prezența a mai multor izotopi a cel puțin patru astfel de elemente, identificate (în mod greșit) ca aparținând elementelor cu numere de ordine de la 93 la 96. Ei au fost primii oameni de știință care au măsurat timpul de înjumătățire a 239U, stabilind apartenența sa chimică la elementul uraniu. Nu au reușit însă să continue acestă cercetare către concluzia logică și să identifice produsul de dezintegrare al 239U ca neptuniu (adevăratul element 93); ea a fost finalizată ulterior de către Edwin McMillan și Philip H. Abelson în 1940.

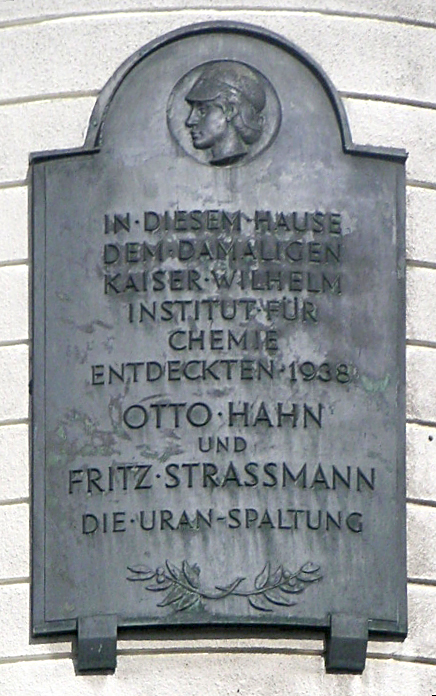
Placă ce comemorează descoperirea fisiunii nucleare, dezvelită la Berlin în 1956.

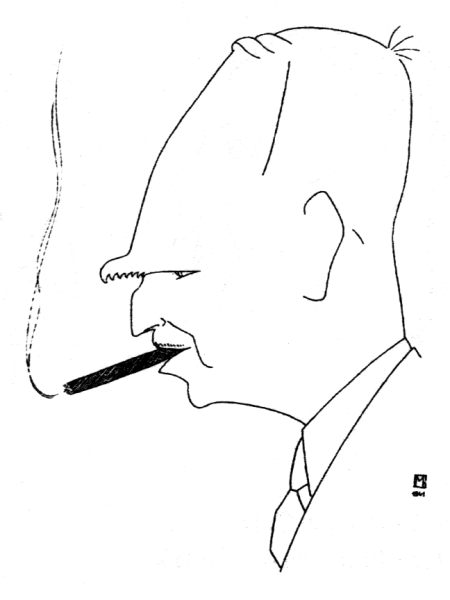
Otto Hahn, desen de Gheorghe Manu, cu ocazia vizitei în România (1941).

Pe 13 iulie 1938, cu ajutorul și suportul lui Hahn, Meitner – născută într-o familie de evrei – a fugit în Olanda; înainte de a pleca, Hahn i-a dat inelul cu diamante moștenit de la mama sa, pentru a mitui eventual grănicerii, în caz că ar fi fost reținută. Meitner a emigrat ulterior la Stockholm, iar Hahn și-a continuat cercetările împreună cu Strassmann. La sfârșitul lui 1938 ei au evidențiat existența izotopilor unui metal alcalino-pământos în probele lor. Metalul a fost detectat prin utilizarea unei sări organice de bariu obținută de către Wilhelm Traube. Acestă descoperire a fost problematică, pentru că nu era susținută logic și nu corespundea cu celelalte elemente găsite până atunci. Inițial, Hahn a bănuit că ar fi un izotop al radiului, format prin emisia succesivă a două particule alfa din nucleele de uraniu. La acel moment, consensul științific a fost că chiar emisia a două particule alfa printr-un astfel de proces este improbabilă, iar ideea emisiei a circa 100 de nucleoni pentru a se transforma în bariu părea de-a dreptul ridicolă. Pe 10 noiembrie, în timpul unei vizite la Copenhaga, unde fusese invitat să conferențieze la Institutul Bohr, Hahn a discutat rezultatele cu Niels Bohr, Meitner și Otto Robert Frisch. Perfecționarea ulterioară a tehnicii experimentale a condus la experimentul decisiv din 16-17 decembrie 1938 (celebra fracționare radiu-bariu-mezothoriu), cu rezultate de neacceptat: cei trei izotopi se comportau în mod constant ca bariu și nu ca radiu. Hahn, care nu a informat fizicienii din institut, a descris rezultatul doar într-o scrisoare adresată lui Meitner pe 19 decembrie:
„Suntem tot mai aproape de concluzia îngrozitoare că izotopii noștri de radiu se comportă nu ca radiu, ci ca bariu. [...] Poate că poți sugera vreo explicație fantastică. Noi înșine realizăm că [uraniul] nu poate pur și simplu exploda și transforma în bariu.”
În răspunsul său, Meitner a fost de acord cu concluzia lui Hahn precum că „explozia nucleelor de uraniu” este foarte greu de acceptat, dar totuși posibilă.
Pe 22 decembrie 1938, Hahn a trimis un manuscris la Naturwissenschaften în care raporta rezultatele radiochimice, care a fost publicat pe 6 ianuarie 1939. Pe 27 decembrie, Hahn a telefonat editorului Naturwissenschaften, solicitând adăugarea unui paragraf în care se specula că anumite elemente platinice anterior observate la iradierea uraniului – inițial interpretate a fi elemente transuraniene – ar fi de fapt technețiu (denumit pe atunci „masurium”) și elemente mai ușoare din grupul elementelor platinice (cu număr atomic de la 43 la 46). În ianuarie 1939 a devenit convins că formarea elementelor ușoare este posibilă în baza experimentului său, motiv pentru care a publicat o variantă revizuită a articolului în care retracta observațiile anterioare asupra formării elementelor transuraniene, concluzionând în schimb că s-ar forma elemente platinice ușoare, bariu, lantan și ceriu.
Fritz Strassmann nota:
„Semnificația acordată rezultatului din punct de vedere științific devine clară atunci când cineva citește prima publicație asupra fisiunii nucleare a profesorului Hahn: acesta, chiar dacă avea peste 30 de ani de experiență teoretică și practică în domeniul radioactivității și a cărui judecată cântărea decisiv în rândul colegilor, oameni de știință din Germania și întreaga lume, a anunțat noua descoperire doar șovăind. Metodele radiochimice aplicate, unele dezvoltate de către el însuși, testate de sute de ori în decursul a 30 de ani și demonstrate a fi fiabile, nu ridicau însă dubii asupra rezultatelor obținute.”
Ca chimist, Hahn a avut reticențe în a propune o descoperire revoluționară în fizică. Cu toate acestea, Meitner și tânărul ei nepot, Otto Robert Frisch, au ajuns în Suedia la aceeași concluzie ca și Hahn (anume că nucleele atomice pot „exploda”), având timpul necesar să lucreze la o primă interpretare teoretică a fisiunii nucleare – termen propus de către Frisch și ulterior acceptat pe plan internațional. În următoarele câteva luni, Frisch și Meitner au publicat două articole în care discută și care confirmă experimental această ipoteză.
Într-o apreciere ulterioară, Meitner nota:
„O nouă eră în istoria umanității a început prin descoperirea fisiunii nucleare de către Otto Hahn și Fritz Strassmann. Pentru mine, ceea ce face știința din spatele acestei descoperiri atât de remarcabilă este faptul că acesta a fost realizată prin metode pur chimice.”
iar într-un interviu acordat televiziunii vest germane (ARD, 8 martie 1959), acesta declara, cu privire la descoperirea fisiunii nucleare:
„Hahn și Strassmann au fost capabili să facă acesta printr-o chimie excepțională, fantastică, ce a fost mult înaintea a ceea ce a fost oricine altcineva capabil în acele timpuri. Americanii au învățat să o facă mai târziu. Dar la acel moment, Hahn și Strassmann au fost într-adevăr singurii care au putut să o facă. Și asta pentru că au fost atât de buni chimiști. Cumva au reușit cu adevărat în utilizarea chimiei pentru a demonstra și de a dovedi un proces fizic.”
în același interviu, Fritz Strassmann vine cu următoarea clarificare:
„Profesorul Meitner a declarat că succesul poate fi atribuit chimiei. Trebuie să fac însă o mică corectură: chimia doar a izolat substanțele individuale, nu le-a identificat cu precizie. A fost nevoie de metoda Profesorului Hahn pentru a face acest lucru. În acesta constă realizarea sa.”
James Chadwick nota în prefața biografiei lui Otto Hahn:
„Consider că acestă captivantă descoperire a spargerii sau fisiunii uraniului se datorează în aceeași măsură caracterului lui Hahn cât și competenței sale ca radiochimist.  În toată activitatea sa științifică se vede determinarea sa neobosită de a ajunge la esența problemelor, refuzând a fi satisfăcut cu mai puțin decât cunoașterea completă a faptelor, urmată de acceptarea acestor fapte, indiferent cât de neașteptate acestea ar putea fi... Această descoperire a fost încununarea a mai mult de treizeci de ani de cercetare asupra radioactivității, în cursul cărora numeroasele sale contribuții remarcabile îi aduseseră deja o deosebită reputație.”
În cea de-a doua publicație asupra fisiunii nucleare (Die Naturwissenschaften, 10 februarie1939), Otto Hahn și Fritz Strassman au folosit pentru prima dată termenul Uranspaltung (fisiunea uraniului) și au prezis existența și eliberarea neutronilor suplimentari în timpul procesului de fisiune, fapt care a fost dovedit a fi o reacție în lanț de către Frédéric Joliot-Curie și echipa sa în martie 1939.
Rudolf Ladenburg, fizician german emigrat în SUA (Universitatea Princeton), i-a scris lui Hahn (22 februarie 1939) următoarele: „Descoperirea ta a provocat o senzație uriașă în întreaga lume științifică și fiecare laborator care dispune de mijloacele necesare lucrează acum asupra consecințelor descoperirii tale”.
În timpul războiului, Hahn și-a continuat munca, alături de asistenții Hans-Joachim Born, Siegfried Flugge, Hans Götte, Walter Seelmann-Eggebert și Fritz Strassmann. Până în 1945, aceștia au întocmit o listă cu 25 de elemente și aproximativ 100 de izotopi a căror formare în urma procesului de fisiune a și demonstrat-o. În 1944 laboratorul și biroul său, cu dosarele de corespondență, au fost distruse în timpul bombardamentelor, Institutul de Chimie fiind mutat în sudul Germaniei mai târziu în acel an.

## Detenția La Farm Hall, Anglia (1945)

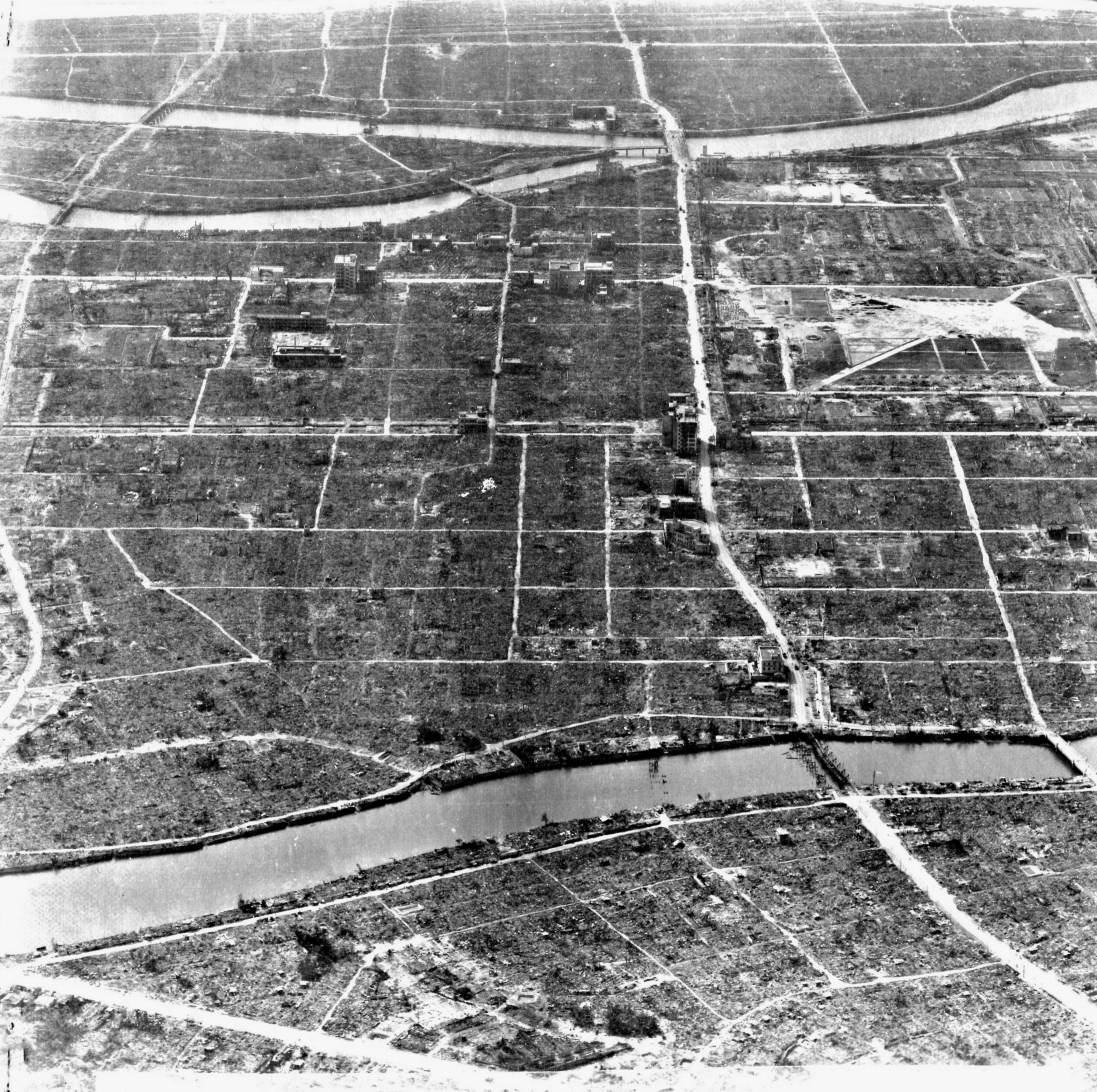
Hiroshima după lansarea bombei nucleare la 6 august 1945.

La sfârșitul celui de-al Doilea Război Monidal, Hahn a fost suspectat că ar lucra la proiectul nuclear german, care avea drept obiectiv dezvoltarea unui reactor nuclear sau al armei nucleare; cel mai probabil, singura legătură dintre Otto Hahn și acest proiect a fost descoperirea fisiunii, el neparticipând activ la acest program.

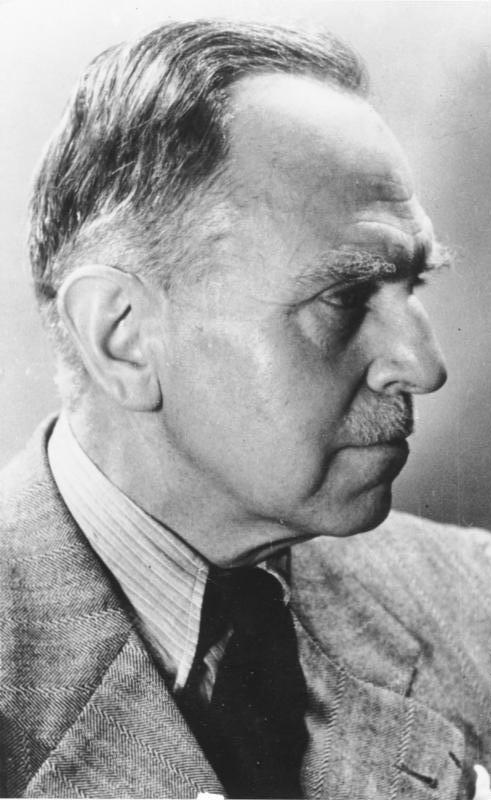
Otto Hahn la Farm Hall, 1945.

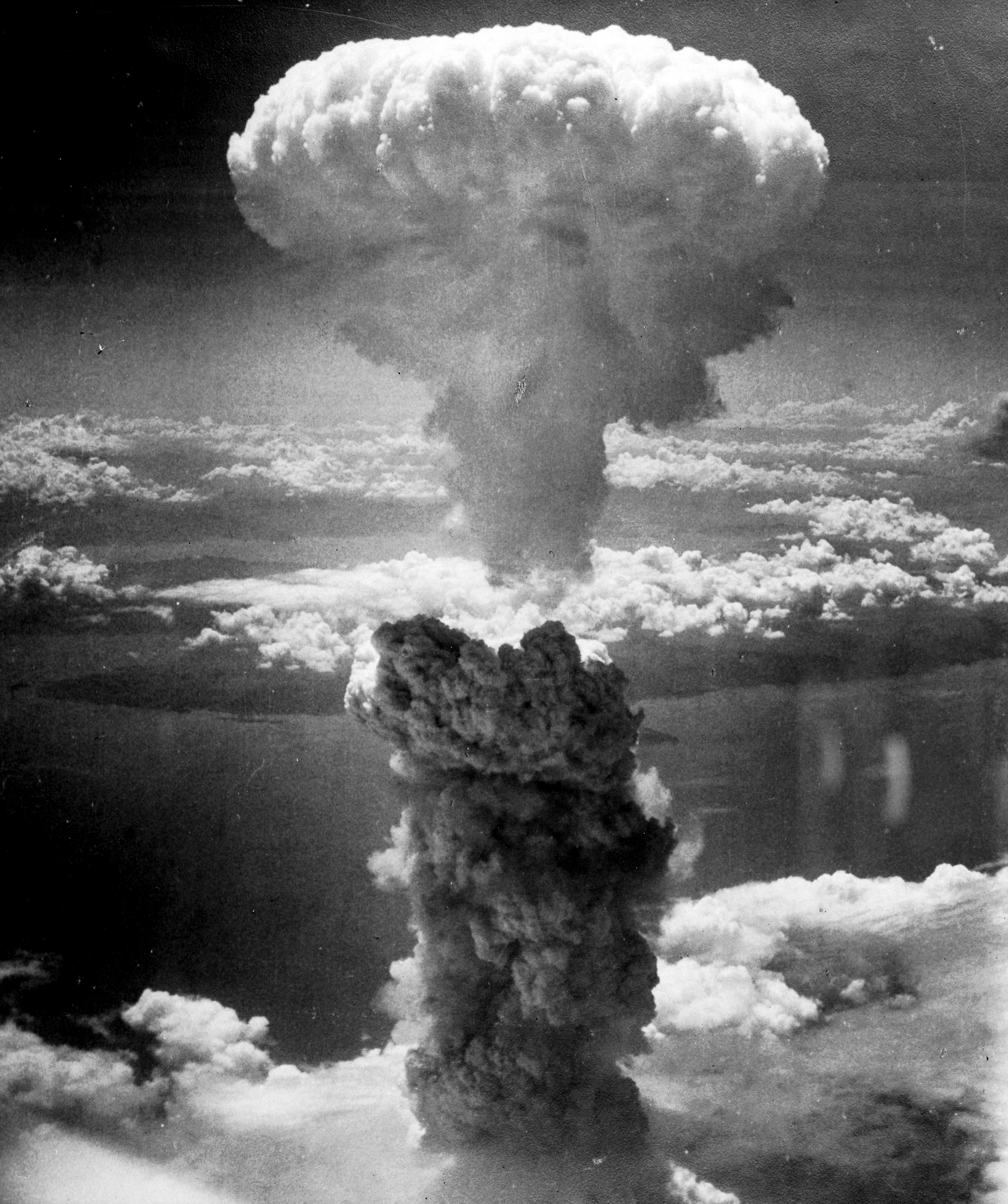
Ciuperca nucleară deasupra orașului Nagasaki, 9 august 1945.

În aprilie 1945, Hahn și alți nouă fizicieni germani (printre care Max von Laue, Werner Heisenberg și Carl Friedrich von Weizsäcker) au fost capturați de către misiunea Alsos (operațiunea Epsilon) și internați la Farm Hall, Godmanchester (lângă Cambridge/ Anglia) între 3 iulie 1945 și 3 ianuarie 1946. Fiecare convensație (din interior sau exterior) a fost înregistrată cu microfoane ascunse. Maiorul Terence H. Rittner – într-o informare asupra prizonierilor către superiorii săi – l-a descris pe Hahn în modul următor:
„Un om universal. A fost cel mai util din grupul de profesori, simțul său al umorului și bunul său simț salvând ziua în nenumărate rânduri. Cu siguranță este un prieten al Angliei și Americii.”
Farm Hall este locul în care deținuții au luat cunoștință de lansarea de către forțele aeriene americane a bombelor nucleare de la Hiroshima și Nagasaki din 6, respectiv 9 august 1945. Hahn a fost în pragul disperării.
Istoricul Lawrence Badash (de la Universatea din California la Santa Barbara) scria:
„Hahn a fost primul informat cu privire la Hiroshima la 6 august 1945, de către ofițerul britanic responsabil la Farm Hall. Vestea l-a devastat complet, el simțind că descoperirea fisiunii făcuse posibilă construcția bombei atomice și că el fusese astfel personal responsabil de miile de decese din Japonia. Cu mult înainte se gândise la sinucidere, când realizase pentru prima oară că fisiunea poate fi utilizată în scopuri militare; acum, cu vinovăția apăsându-i direct pe umeri, sinuciderea părea din nou o cale de a scăpa de dezolare. Temându-se de acest lucru, Max von Laue a rămas cu el până când a depășit această criză personală. Niciodată responsabilitatea socială nu a lovit un om de știință cu un asemenea impact.”
Potrivit supraveghetorilor, „s-a calmat cu ajutorul unui stimulent alcoolic considerabil”. Mai târziu, el a spus colegilor săi de detenție: „trebuie să spun sincer că aș fi sabotat acest război dacă mi-ar fi stat în putere”. Pe 3 ianuarie 1946, grupul a fost lăsat să se întoarcă în Germania iar Hahn, Heisenberg și von Laue au fost duși la Göttingen, oraș controlat de autoritățile de ocupație britanice.

## Premiul Nobel pentru Chimie, 1944

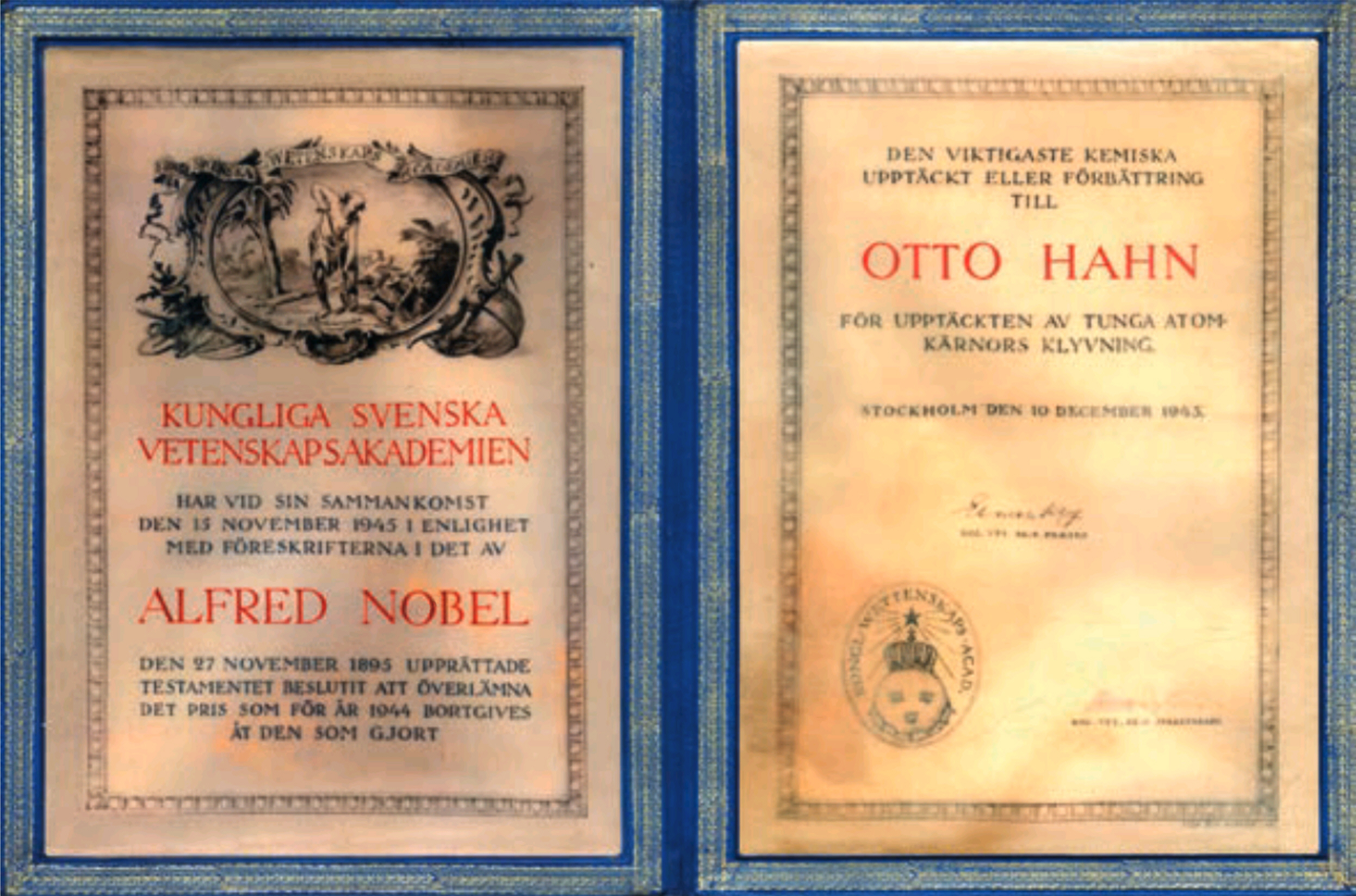
Premiul Nobel pentru Chimie, Otto Hahn, 1944

Pe 15 noiembrie 1945, Academia Regală Suedeză de Științe a anunțat că Hahn a primit Premiul Nobel pentru Chimie pe anul 1944, „pentru descoperirea fisiunii nucleelor atomice grele”. Când a fost făcut anunțul, Hahn era încă deținut la Farm Hall. Întrucât locul era ținut secret, Comitetului Nobel i-a fost imposibil să-i trimită o telegramă de felicitare. În schimb, el a aflat despre premiu prin intermediul ziarului Daily Telegraph. Colegii săi de detenție, oameni de știință germani, au sărbătorit acordarea premiului la 18 noiembrie ținând discursuri, făcând glume și compunând cântece.
Pe 4 decembrie, Hahn a fost convins de către doi dintre supraveghetori să scrie o scrisoare către Comitetul Nobel pentru acceptarea premiului, cu mențiunea că nu va fi în măsură să participe la ceremonia de premiere. Astfel, nu a putut participa la ședința festivă Nobel din 10 decembrie, fiind reținut la Farm Hall. La 20 decembrie 1945, Meitner îi scria prietenul său B. Broome-Aminoff:
„Cu siguranță, Hahn a meritat pe deplin Premiul Nobel pentru chimie. Nu există urmă de îndoială cu privire la acest aspect. Cred însă că Otto Robert Frisch și eu însămi am adus contribuții ce nu pot fi neglijate cu privire la procesul fisiunii nucleare – care îi este originea și de ce produce atât de multă energie, aceste aspecte fiind foarte departe de preocupările lui Hahn.”
Carl Friedrich von Weizsäcker, asistentul lui Meitner, adăuga ulterior:
„Cu siguranță că el a meritat Premniul Nobel. L-ar fi meritat chiar și fără să fi făcut acestă descoperire. Dar toată lumea admite că fisiunea nucleului atomic este fenomenul ce merită Premiul Nobel.”
Elizabeth Rona (radiochimist) scria în memoriile sale:
„Gândesc adesea că ar fi meritat ul al doilea Premiu Nobel, pe cel pentru pace.”
Chimistul Klaus Hoffmann scria în 1993, în biografia lui Hahn:
„Fisiunea uraniului este un proces exclusiv chimic care nu poate fi dovedit fizic și – pentru a fi preciși – a fost demonstrat de către Otto Hahn și Fritz Strassmann singuri. Lise Meitner a declarat și subliniat în mod repetat că recunoaște realizarea celor doi și că dovada chimică a fenomenului fizic de fisiune nucleară nu ar fi putut fi adusă de nicio altă echipă de cercetare din lume în 1938. [...] Lise Meitner nu a avut niciun rol în lucrările de chimie radioanalitică efectuate în a doua jumătate a anului 1938, cele care au adus dovada fisiunii nucleare. Fără îndoială Meitner si Frisch (nu doar Meitner singură) au avut un merit în interpretarea rezultatelor obținute de către Hahn și Strassman în ceea ce privește caracterul fizic al fisiunii nucleare.  Dar ei nu au primit acești lauri pentru că în ianuarie 1939 ar fi fost singurii din lume calificați în acest domeniu. Mai curând, prin comunicarea necalificată de către Hahn a rezultatelor sale avuseseră ei un avantaj de timp asupra altora. Așa cum evenimentele ulterioare au confirmat, ceilalți au ajuns la aceleași rezultate. [...] Încă o dată: Premiul Nobel pentru Chimie din 1944 a fost acordat pentru fisiunea nucleului atomic de uraniu, o descoperire pe care niciun fizician, inclusiv Lise Meitner, nu a investigat-o în mod deliberat, pentru că era considerată imposibilă. Reproșul adus lui Hahn, anume că fusese singurul nominalizat pentru Premiul Nobel și singurul care îl primise este greșit, întrucât Hahn nu putea face nimic cu privire la această distincție devenită în sfârșit realitate după douăzeci de ani de nominalizări. [...] Desigur, Comitetul Nobel a luat în considerare în decizia sa faptul că Hahn fusese în arena candidaților pentru Premiul Nobel prin multiplele nominalizări datorate performanțelor sale anterioare, în timp ce Strassmann nu fusese niciodată.”
Otto Hahn fusese nominalizat la Premiul Nobel pentru Chimie de 22 de ori între 1914 și 1945 și de 16 ori la Premiul Nobel pentru Fizică (1937-1945). În 1951, Samuel C. Lind (Universitatea din Minnesota la Minneapolis) scria: „Nicio persoană în viață nu a avut un succes atât de îndelungat, de la descoperirea radiothoriului la fisiune, una dintre cele mai mari – dacă nu cea mai mare – descoperire a tuturor timpurilor.”

## Fondator și președinte al Societății Max Planck

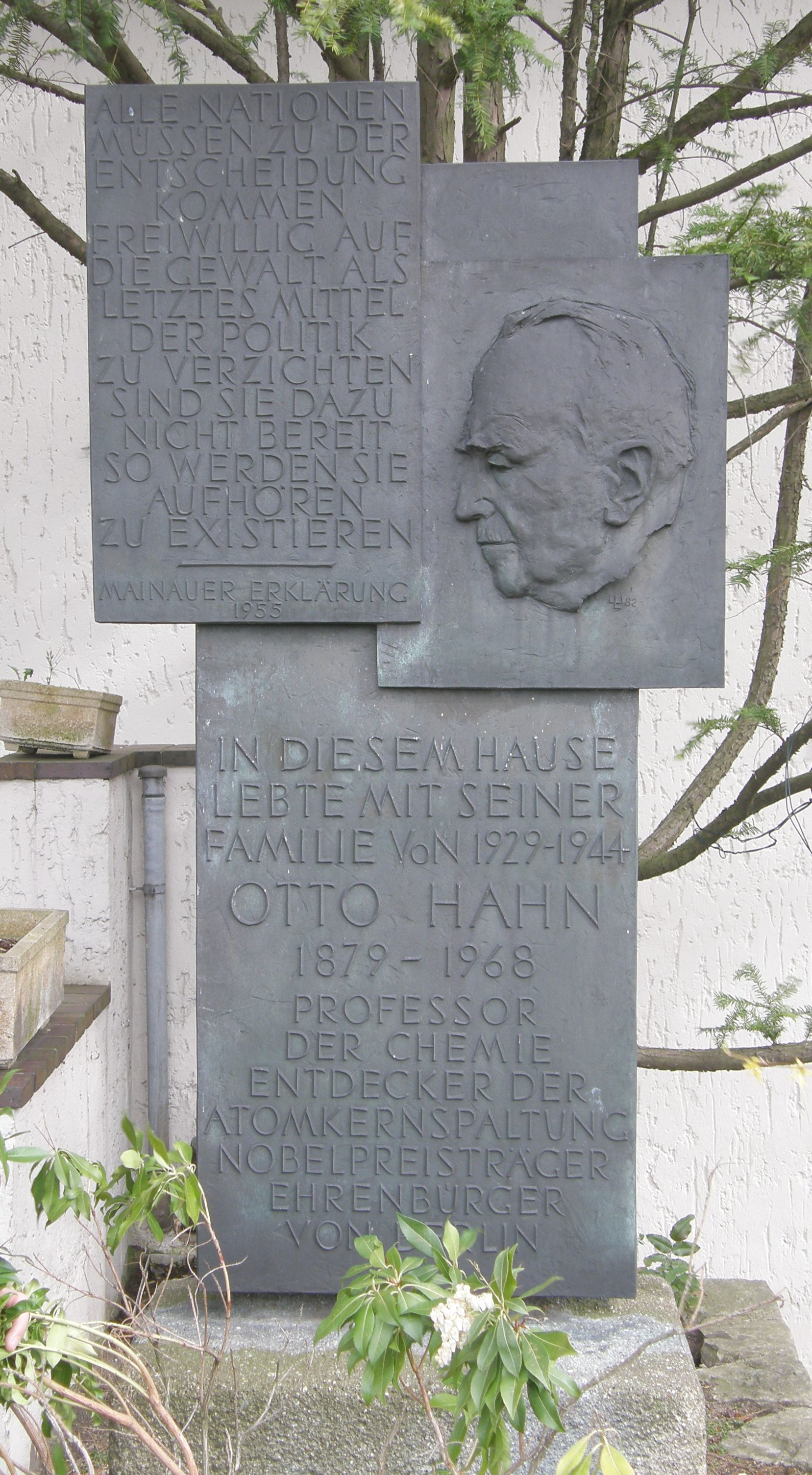
Monument comemorativ situat în Piața Otto Hahn din Berlin-Dahlem.

Între 1948 și 1960, Otto Hahn a fost președinte fondator al Societății Max Planck pentru promovarea științelor, care – prin activitatea sa neobosită și personalitatea sa respectată la nivel mondial – a reușit să recâștige renumele de care se bucurase anterior Societatea Kaiser Wilhelm.
Lawrence Badash scria:
„Hahn a aflat în timpul detenției de la Farm Hall că a primit Premiul Nobel pentru chimie pentru descoperirea fisiunii, evidențiind cariera sa oricum distinsă. Alături de atitudinea sa antinazistă manifestată în timpul războiului, toate l-au făcut acceptabil pentru autoritățile aliate de ocupație. A devenit astfel personalitatea de frunte pentru renașterea științei germane după război, un înțelept care a primit încrederea diverselor fracțiuni. În calitate de președinte, el a avut un succes deosebit în reconstruirea Societății Kaiser Wilhelm, organizația părinte a institutelor, redenumită Societatea Max Planck.”
James Chadwick nota:
„Hahn a acceptat acestă funcție împovărătoare cu multă reticență. El a fost însă alegerea fericită, nu atât datorită dosarului său politic sau a eminenței științifice, cât datorită caracterului său: onestitatea și integritatea sa au primit respectul și încrederea tuturor. A preluat rolul principal în restabilirea științei în Germania de Vest și – la retragerea din 1960 – a putut privi înapoi cu mândrie la realizarea sa remarcabilă.”

## Purtător de cuvânt pentru responsabilitate socială
Imediat după încheierea celui de-al Doilea Război Mondial, Hahn a reacționat cu privire la lansarea celor două bombe atomice asupra orașelor Hiroshima și Nagasaki, declarându-se împotriva utilizării energiei nucleare în scopuri militare. El a considerat aplicarea descoperirii sale științifice în astfel de scopuri drept un abuz, chiar o crimă. Badash nota: „Atitudinea sa din timpul războiului referitoare la pervertirea științei în vederea construirii de arme și activitatea sa de planificare postbelică în direcția eforturilor științifice ale țării îl recomandă drept purtător de cuvânt pentru responsabilitate socială.”
La începutul lui 1954 a scris articolul: „Cobalt-60: pericol sau binecuvântare pentru umanitate?”, referitor la utilizarea abuzivă a energiei atomice, care a fost pe larg retipărit și transmis la radio în Germania, Norvegia, Austria și Danemarca, precum și la nivel mondial, într-o versiune în limba engleză, prin intermediul BBC. Reacția internațională a fost încurajatoare.
În anul următor, Hahn a inițiat și organizat Declarația de la Mainau (1955), în care atrăgea atenția – alături de alți laureați ai Premiului Nobel – asupra pericolului reprezentat de către armele atomice, avertizând națiunile lumii să ia urgent poziție împotriva utilizării „forței ca soluție finală” și care a fost emisă la o săptămână după similarul Russell-Einstein Manifesto. În 1956, Hahn a repetat apelul său, adunând semnăturile a 52 laureați Nobel din toate părțile lumii.
A avut – de asemenea – un rol esențial în redactarea Göttingen Manifesto la 13 aprilie 1957, în care protesta, alături de alți 17 oameni de știință germani din domeniul radioactivității, împotriva unei înarmării nucleare propuse noilor forțe armate din Germania de Vest (Bundeswehr).
În data de 13 noiembrie 1957, la Konzerthaus din Viena, Hahn atrăgea atenția asupra pericolelor apărute prin testarea bombelor A și H, declarând că „astăzi războiul nu mai este doar o problemă politică și va distruge toate țările lumii”. Discursul său a fost extrem de apreciat la nivel internațional, fiind transmis de către postul de radio Österreichische Rundfunk (OR). La 28 decembrie 1957, Hahn și-a repetat apelul său într-o traducere în limba engleză pentru radioul bulgar din Sofia, care a fost difuzat în toate statele Pactului de la Varșovia.
În ianuarie 1958, Otto Hahn și Albert Schweitzer au semnat „Apelul lui Pauling către Națiunile Unite la New York” pentru „încheierea imediată a unui acord internațional în vederea testării armamentului nuclear”. În octombrie, alături de Clement Attlee, Edgar Faure, Tetsu Katayama etc., a semnat „Acordul pentru convocarea unei reuniuni în vederea elaborării unei Constituții Mondiale”.
Începând cu anul 1958, Hahn a trimis mesaje la conferințele anuale a recent fondatului „Consiliu Japonez împotriva bombelor A și H” din Tokyo. De exemplu, în 1960 îi scria președintelui Japoniei, Koshiro Okakura:
„Așa cum am subliniat cu mai multe ocazii oficiale în discursurile mele, consider că fabricarea bombelor A și H reprezintă un mare pericol pentru omenire, mai ales atunci când țări mici doresc de asemenea să producă – una după alta – astfel de bombe. Ar fi potrivit ca SUA și Marea Britanie pe de o parte și Uniunea Sovietică pe de altă parte să se neutralizeze reciproc prin deținerea de astfel de armament. În baza negocierilor, trebuie să ajungem la un acord cu aceste națiuni ce fabrică bombe A și chiar și după aceea voi fi împotriva creșterii numărului de bombe A, sprijinindu-i pe toți aceia care se opun fabricării lor. Doresc deplin succes Consiliului Japonez împotriva bombelor A și H.”

În 1959, Hahn a devenit cofondator al Federației Germane a Oamenilor de Știinta (VDW), o organizație neguvernamentală cu sediul la Berlin, dedicată idealului științei responsabile. Membrii Federației se angajau să ia în considerare posibilele implicații ale activităților lor de cercetare științifică și de predare în scopuri militare, politice și economice greșite. Cu rezultatele activității sale interdisciplinare, VDW se adresa atât publicului larg, cât și factorilor de decizie la toate nivelurile politice și sociale. Până la moartea sa, Otto Hahn nu a obosit în a avertiza asupra pericolelor cursei înarmării nucleare între marile puteri și de contaminare radioactivă a planetei.
Filosoful Karl R. Popper scria în ultima sa carte:
„Am fost un admirator al omului de știință Otto Hahn și al comportamentului său din fragedă copilărie. Motivul pentru care Hahn lupta pentru pace era pur și simplu că – știind mult mai mult despre armele atomice decât omul de rând – a simțit că e datoria sa să vorbească despre această problemă atât de importantă pentru omenire. Trebuia să lămurească lucrurile, trebuia să își folosească cunoștințele. Acesta este motivul pentru care Otto Hahn, cu gândul la armele atomice, a scris cu puțin timp înainte de moartea sa despre necesitatatea păcii mondiale”
iar istoricul Lawrence Badash analiza:
„Otto Hahn este descris adesea ca persoană caldă, atentă, fermecătoare. Caracterizarea este exactă. De fapt, tocmai fiindcă personalitatea acestui om decent nu a suferit nicio schimbare majoră de-a lungul carierei sale, oferindu-ne un subiect de meditație în a determina amploarea schimbărilor în percepția oamenilor de știință cu privire la obligațiile lor față de societate în cursul secolului al XX-lea. [...] Cel mai important nu este faptul că oamenii de știință sunt în discordanță cu privire la locul în care se află responsabilitatea lor față de societate, ci faptul că ei sunt conștienți că acestă responsabilitate există, că își fac auzită vocea, iar atunci când vorbesc se așteaptă să afecteze deciziile politice. Se pare că Otto Hahn a fost mai mult decât un exemplu al acestei schimbări conceptuale a secolului XX: a fost liderul procesului.”

Din 1957, Hahn a fost nominalizat în mod repetat pentru Premiul Nobel pentru Pace de către o serie de organizații internaționale, inclusiv cel mai mare sindicat francez, Confédération générale du travail (CGT). Linus Pauling, laureat al Premiului Nobel pentru Pace în 1962, l-a descris pe Hahn ca fiind „o sursă personală de inspirație”.

## Premii și distincții
- Crucea de Fier a Imperiului German, clasa I și clasa a II-a, 1915
- Allgemeines Ehrenzeichen (Hessen), Imperiul German, 1916
- Königlicher Hausorden von Hohenzollern, Regatul Prusiei, 1917
- Ofițer al Albrechts-Orden, Regatul Saxoniei, 1917
- diverse grade onorifice, membru ales sau membru onorific al 45 de academii și societăți științifice (printre acestea, Universitatea Cambridge, Physical Society of London, University College, Societatea Română de Fizică din București, Societatea Regală Spaniolă pentru Chimie și Fizică din Madrid, Academiile Allahabad (India), Bangalore (India), Berlin, Boston (USA), București, Copenhaga, Göttingen, Halle, Helsinki, Lisabona, Madrid, Mainz, Munchen, Roma, Stockholm, Vatican și Viena. Membru onorific al Deutsche Physikalische Gesellschaft, Gesellschaft Deutscher Chemiker, Consiliul Japonez împotriva bombelor A și H.
- 37 dintre cele mai importante ordine și medalii naționale și internaționale, printre care medaliile de aur Emil Fischer, Cannizzaro, Copernicus, Henri Becquerel, Paracelsus, Fritz Haber, Marie Curie, Cothenius, Senckenberg, Victor Goldschmidt, Heraeus și Hugo Grotius, medalia Max Planck, Faraday Lectureship Prize, medalia Wilhelm Exner, medalia Helmholtz, medalia Harnack a Societății Max Planck, medalia de aur a Pontifical Academy of Sciences din Vatican (de la Papa Ioan al XXIII-lea)

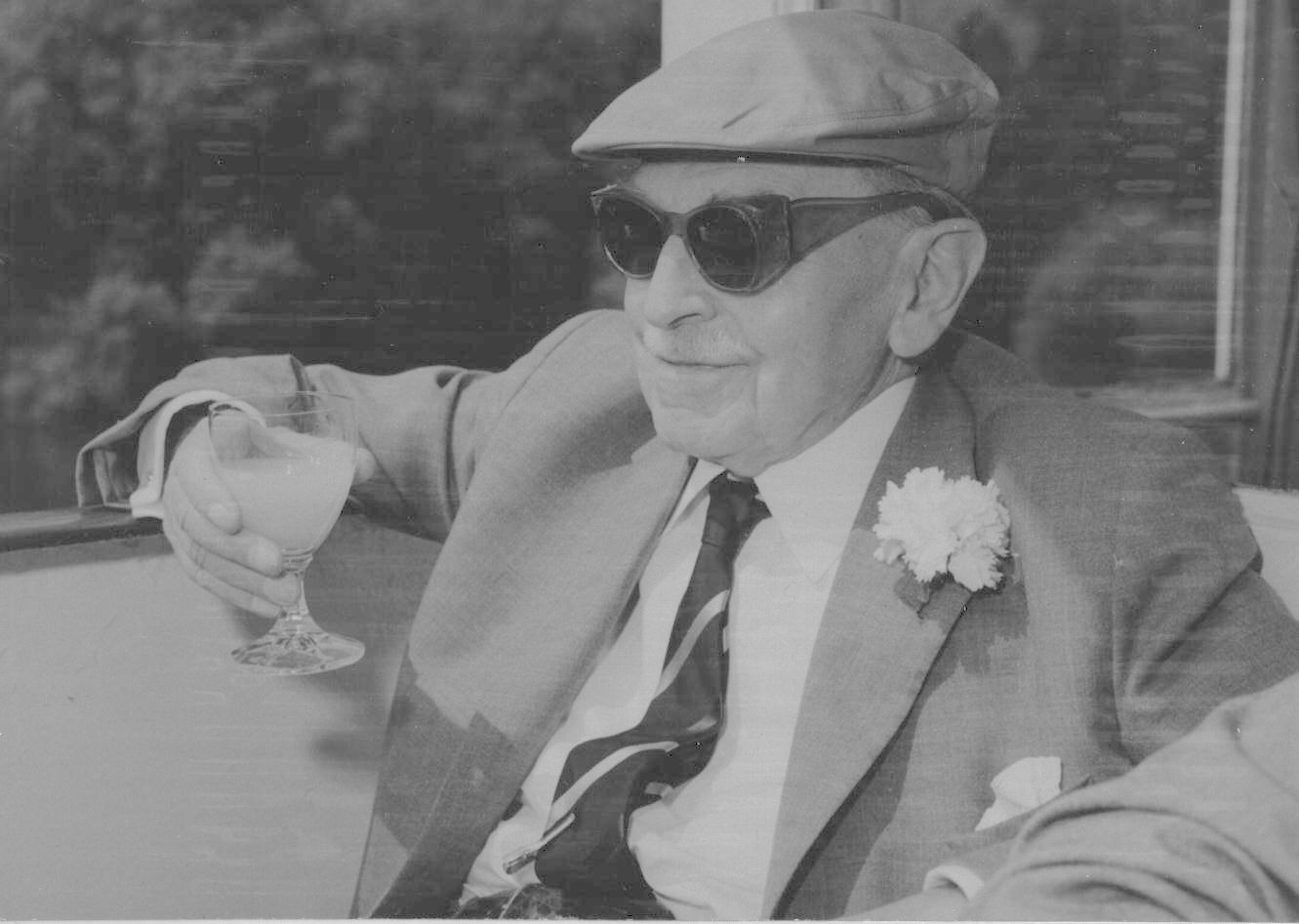
Otto Hahn la bordul MS Düsseldorf, iunie 1965.

- Ofițer al Ordinului Meritul Cultural, Regatul României, 1939
- Cavaler pentru Pace al Ordinului Pour le Mérite, RFG, 1952
- Marea Cruce Federală de Merit, RFG, 1954
- Marea Cruce a Ordinului Redeemer, Regatul Greciei, 1956
- Membru străin ales al Royal Society of London, 1957
- Ofițer onorific al Ordinului Imperiului Britanic, 1957
- Medalia de aur a Ordinului Pro Ecclesia et Pontifice, 1957
- Ofițer al Ordinului Leopold, Regatul Belgiei, 1958
- Ofițer al Legiunii de Onoare, Franța, 1959
- Crucea Federală de Merit clasa I, RFG, 1959

În 1957, Hahn a fost ales cetățean de onoare al orașului Magdeburg (Republica Democrată Germană), iar în 1958 membru de onoare a Academiei Ruse de Științe a URSS la Moscova, dar a declinat ambele titluri. În 1966, președintele USA Lyndon B. Johnson și United States Atomic Energy Commission (AEC) din Washington i-au acordat lui Hahn (alături de Lise Meitner și Fritz Strassmann) premiul Enrico Fermi (cu medalie de aur și mențiune specială). Diploma lui Hahn conține textul: „pentru cercetarea de pionierat în domeniul radioactivității naturale și pentru multiplele studii experimentale care au culminat cu descoperirea fisiunii”.
Hahn – din 1960 președinte onorific al Societății Max Planck – a devenit și cetățean de onoare al orașelor Frankfurt pe Main și Göttingen (în 1959), iar în 1968 al capitalei Berlin. Fizicianul britanic Robert Spence concluziona:
„Este remarcabil că, după război, acest om de știință mai degrabă modest, care și-a petrecut întreaga viață în laborator, a devenit un administrator eficient și o figură publică importantă în Germania. Hahn, celebrul descoperitor al fisiunii nucleare, a fost respectat și i s-a acordat încredere pentru calitățile sale umane, maniera sa simplă de a fi, onestitate transparentă, bun simț și loialitate”.

## Decesul

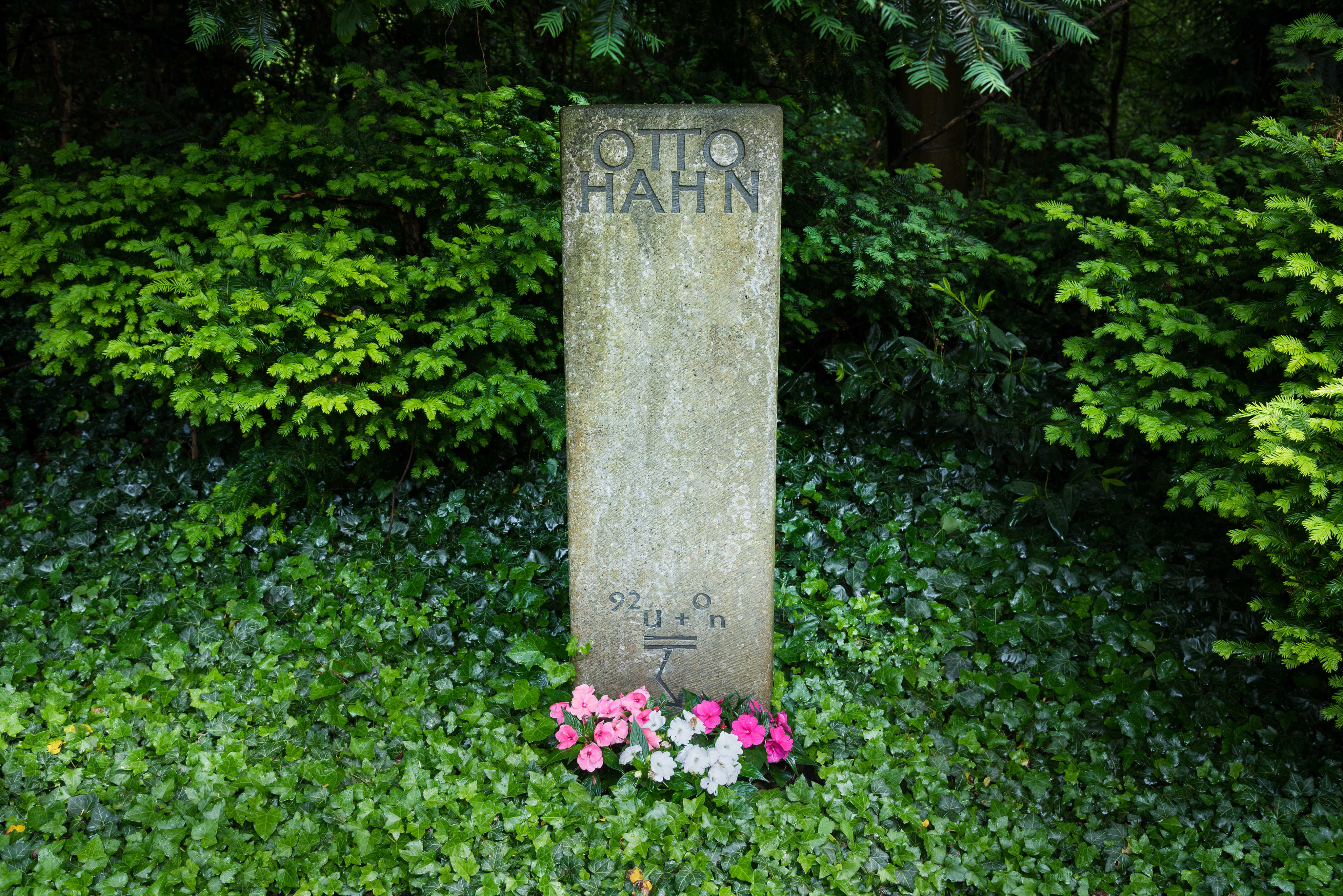
Mormântul lui Hahn, Göttingen.

Otto Hahn a murit pe 28 iulie 1968. La o zi după deces, Societatea Max Planck publica următorul necrolog în ziarele majore din Germania, Austria și Elveția:
„Pe 28 iulie, președintele nostru onorific Otto Hahn a trecut în neființă, la vârsta de 90 de ani. Numele său va rămâne pentru totdeauna în istoria omenirii ce fondator al erei atomice. Germania sa natală, dar și statele lumii, au pierdut un distins savant care s-a remarcat în egală măsură atât prin integritate cât și prin modestie. Societatea Max Planck își deplânge fondatorul, care a continuat postbelic sarcinile și tradițiile Societății Kaiser Wilhelm și deplânge în egală măsură un foarte iubit om, care va trăi în amintirea celor care au avut șansa să îl întâlnească. Munca lui va continua. Ni-l vom reaminti cu profundă recunoștință și admirație.”
Fostul său asistent, Fritz Strassmann, scria:
„Numărul celor care au fost capabili să se apropie de Otto Hahn este redus. Comportamentul său a fost complet natural pentru el însuși, dar acesta va servi ca model pentru generațiile viitoare, indiferent dacă admiră în atitudinea lui Otto Hahn responsabilitatea umană sau pe cea științifică, ori curajul său.”
Otto Robert Frisch, nepotul lui Lise Meitner, își reamintea:
„Hahn a rămas modest și informal toată viața sa. Sinceritatea sa dezarmantă, amabilitatea inepuizabilă, bunul simț și umorul neastâmpărat vor fi rememorate de mulții săi prieteni din întreaga lume.”
Royal Society nota în necrologul său:
„Realizările lui Otto Hahn sunt universal cunoscute și vor avea pentru totdeauna un loc special în istoria științei. El va fi – de asemenea – rememorat pentru caracterul său ca întreg, spiritul său generos, credința sa în utilizarea corectă a descoperirii științifice și pentru umanitatea sa.”

## Cinstirea memoriei

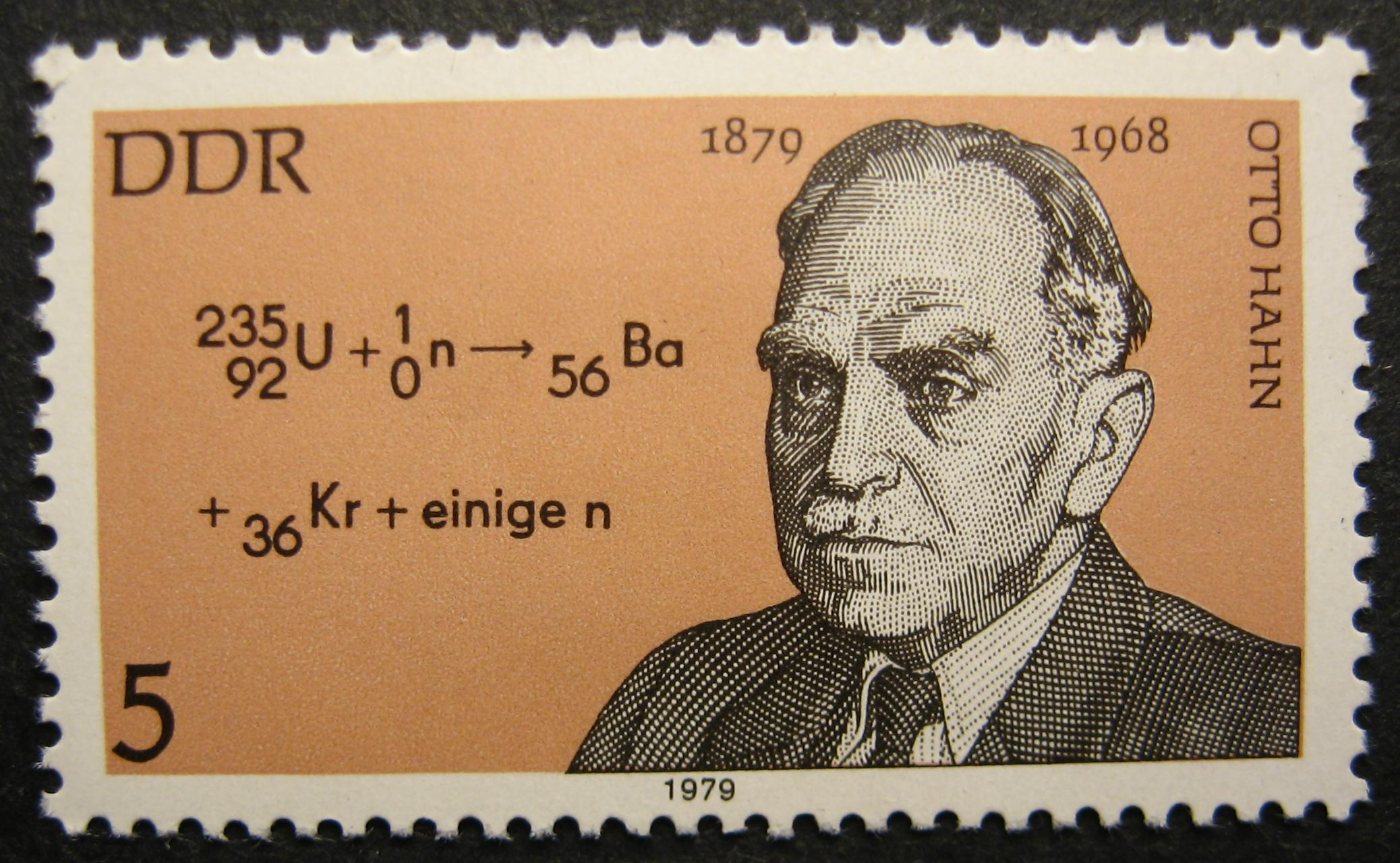
Otto Hahn pe un timbru din RDG, 1979.

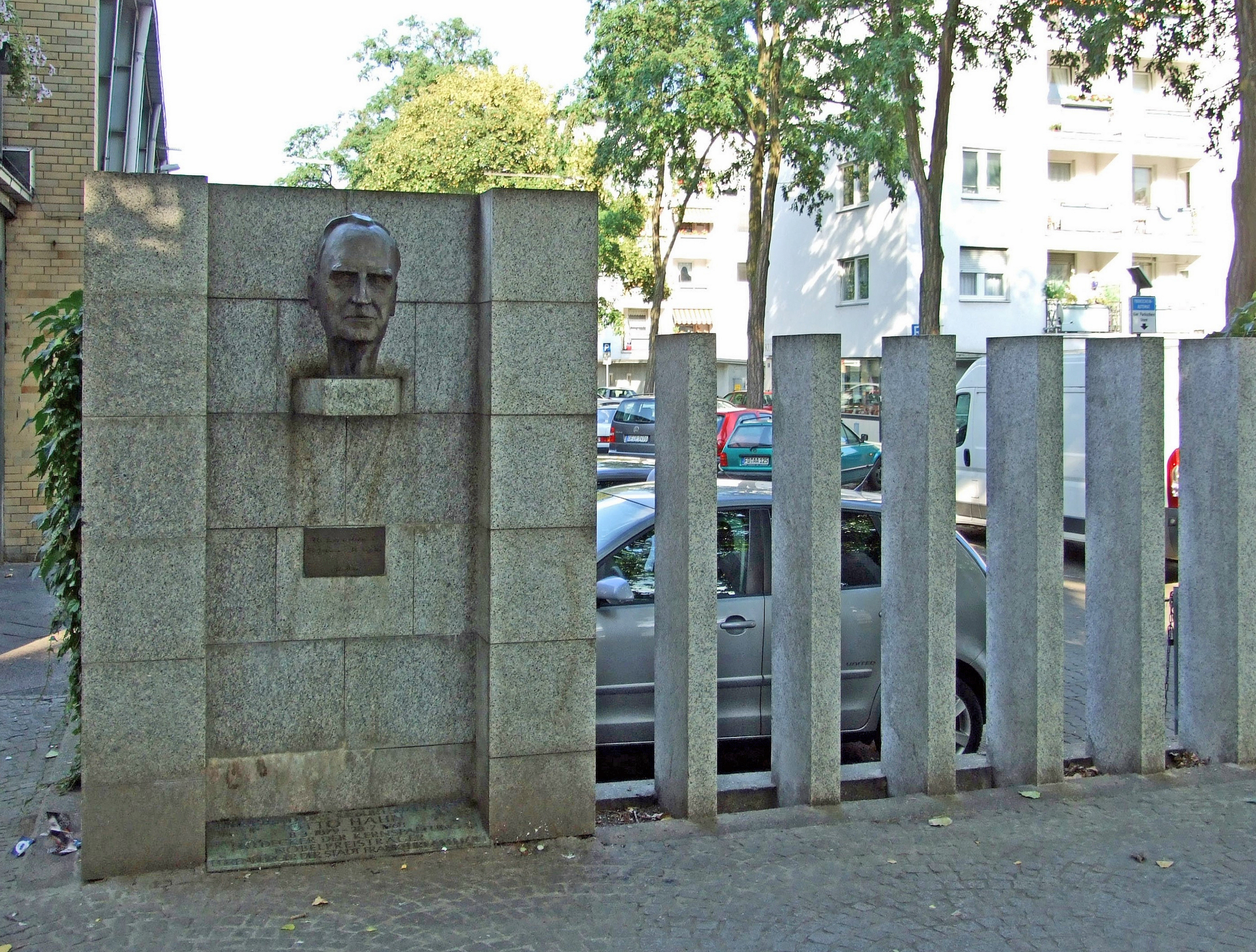
Monument dedicat lui Hahn, ridicat la locul său de naștere din Frankfurt pe Main.

Decesul lui Hahn nu a oprit aclamarea sa publică. Diverse propuneri pentru denumirea unor elemente au început să vină dinspre chimiștii americani, numele său fiind propus în 1971 pentru a denumi elementul 105, nou sintetizat; în 1997 IUPAC (Uniunea Internațională de Chimie Pură și Aplicată) l-a denumit dubniu, după numele Institutul Unificat de Cercetări Nucleare de la Dubna (Rusia). Chiar dacă elementul 108 a fost denumit oficial în 1992 hassiu (după landul Hessa) de către descoperitorii săi germani, comisia 1994 IUPAC a recomandat denumirea de hahnium (Hn), în ciuda convenției că descoperitorul are dreptul să sugereze un nume. Această recomandare nu a fost adoptată – ca urmare a protestelor descoperitorilor germani – astfel că numele „hassiu” (Hs) a fost adoptat la nivel internațional în 1997.
În 1964, singura navă civilă europeană cu propulsie nucleară, fregata NS Otto Hahn, a fost denumită astfel în onoarea savantului. În 1959 au avut loc ceremoniile de deschidere a Institutelor Otto Hahn din Mainz și Hahn–Meitner pentru Cercetări Nucleare din Berlin. Există cratere pe Marte si Lună, precum și asteroidul 19126 Ottohahn denumite în onoarea sa, la fel ca Premiul Otto Hahn a secțiunilor de științe chimice și fizice a Societățile Germane de Științe; orașul Frankfurt pe Main acordă medalia Otto Hahn, la fel cum Societatea Max Planck acordă premiul Otto Hahn și – începând cu 1988 – Asociația Națiunilor Unite din Germania (DGVN) cu sediul la Berlin acordă medalia de aur Otto Hahn pentru Pace.
În multe orașe în care se vorbește limba germană, școli, străzi, piețe și poduri îi poartă numele. Mai mult de 20 de țări i-au onorat memoria prin emitere de monede, medalii sau timbre cu portretul său. O insulă din Antarctica (în apropiere de Muntele Discovery) a fost – de asemenea – denumită în memoria sa, la fel precum există două trenuri Intercity Express „Otto Hahn” care circulă din 1971 între Hamburg și Basel SBB, precum și o bibliotecă Hahn Otto în Göttingen. În 1974, ca apreciere a contribuției sale speciale în definirea relațiilor germano–israeliene, o aripă a Institutului de Știință Weizmann din Rehovot, Israel, a fost dat numele său, iar un centru de cercetare științifică a Universității Saint Louis (Baguio) (Filipine) a fost numit Otto Hahn Building.
Busturi, monumente și plăci memoriale au fost dezvelite în diverse orașe, incluzând foaierul Agenției Internaționale pentru Energie Atomică (AIEA) din Viena. Există centre publice Otto Hahn în Göttingen, Ottobrunn (lângă München) și Frankfurt pe Main. Din 2011, orașul Albstadt a creat memorialul Otto Hahn, concentrat pe munca sa în Tailfingen la sfârșitul celui de-al Doilea Război Mondial. La începutul anului 2014, Universitatea din Dortmund a deschis două noi Biblioteci Otto Hahn specializate în științele naturale și tehnologie.
La sfârșitul anului 1999, revista germană de știri Focus a publicat o anchetă asupra celor mai importanți 500 oameni de știință, ingineri și medici ai secolului XX. În acest sondaj, chimistul experimentalist Otto Hahn este al treilea, urmând fizicienilor teoreticieni Albert Einstein și Max Planck.

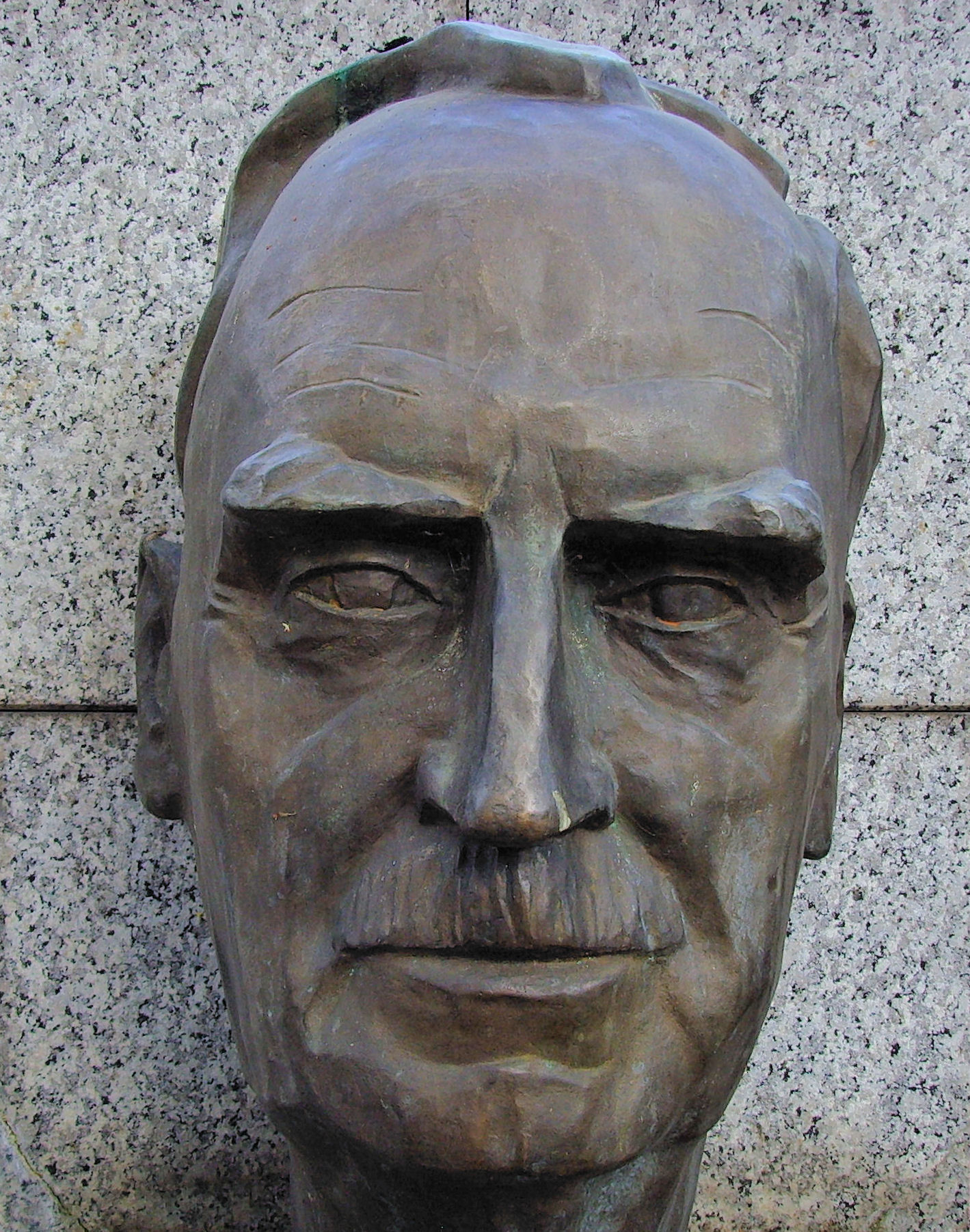
Bust de Knud Knudsen.